# Échecs transcendentaux
 (février 2016).
Si vous disposez d'ouvrages ou d'articles de référence ou si vous connaissez des sites web de qualité traitant du thème abordé ici, merci de compléter l'article en donnant les références utiles à sa vérifiabilité et en les liant à la section « Notes et références ».
|   | a | b | c | d | e | f | g | h |   |
| 8 | Roi noir sur case blanche a8 · Dame noire sur case noire b8 · Fou noir sur case blanche c8 · Fou noir sur case noire d8 · Tour noire sur case blanche e8 · Cavalier noir sur case noire f8 · Tour noire sur case blanche g8 · Cavalier noir sur case noire h8 · Pion noir sur case noire a7 · Pion noir sur case blanche b7 · Pion noir sur case noire c7 · Pion noir sur case blanche d7 · Pion noir sur case noire e7 · Pion noir sur case blanche f7 · Pion noir sur case noire g7 · Pion noir sur case blanche h7 · Pion blanc sur case blanche a2 · Pion blanc sur case noire b2 · Pion blanc sur case blanche c2 · Pion blanc sur case noire d2 · Pion blanc sur case blanche e2 · Pion blanc sur case noire f2 · Pion blanc sur case blanche g2 · Pion blanc sur case noire h2 · Fou blanc sur case noire a1 · Tour blanche sur case blanche b1 · Cavalier blanc sur case noire c1 · Roi blanc sur case blanche d1 · Tour blanche sur case noire e1 · Cavalier blanc sur case blanche f1 · Dame blanche sur case noire g1 · Fou blanc sur case blanche h1 | Roi noir sur case blanche a8 · Dame noire sur case noire b8 · Fou noir sur case blanche c8 · Fou noir sur case noire d8 · Tour noire sur case blanche e8 · Cavalier noir sur case noire f8 · Tour noire sur case blanche g8 · Cavalier noir sur case noire h8 · Pion noir sur case noire a7 · Pion noir sur case blanche b7 · Pion noir sur case noire c7 · Pion noir sur case blanche d7 · Pion noir sur case noire e7 · Pion noir sur case blanche f7 · Pion noir sur case noire g7 · Pion noir sur case blanche h7 · Pion blanc sur case blanche a2 · Pion blanc sur case noire b2 · Pion blanc sur case blanche c2 · Pion blanc sur case noire d2 · Pion blanc sur case blanche e2 · Pion blanc sur case noire f2 · Pion blanc sur case blanche g2 · Pion blanc sur case noire h2 · Fou blanc sur case noire a1 · Tour blanche sur case blanche b1 · Cavalier blanc sur case noire c1 · Roi blanc sur case blanche d1 · Tour blanche sur case noire e1 · Cavalier blanc sur case blanche f1 · Dame blanche sur case noire g1 · Fou blanc sur case blanche h1 | Roi noir sur case blanche a8 · Dame noire sur case noire b8 · Fou noir sur case blanche c8 · Fou noir sur case noire d8 · Tour noire sur case blanche e8 · Cavalier noir sur case noire f8 · Tour noire sur case blanche g8 · Cavalier noir sur case noire h8 · Pion noir sur case noire a7 · Pion noir sur case blanche b7 · Pion noir sur case noire c7 · Pion noir sur case blanche d7 · Pion noir sur case noire e7 · Pion noir sur case blanche f7 · Pion noir sur case noire g7 · Pion noir sur case blanche h7 · Pion blanc sur case blanche a2 · Pion blanc sur case noire b2 · Pion blanc sur case blanche c2 · Pion blanc sur case noire d2 · Pion blanc sur case blanche e2 · Pion blanc sur case noire f2 · Pion blanc sur case blanche g2 · Pion blanc sur case noire h2 · Fou blanc sur case noire a1 · Tour blanche sur case blanche b1 · Cavalier blanc sur case noire c1 · Roi blanc sur case blanche d1 · Tour blanche sur case noire e1 · Cavalier blanc sur case blanche f1 · Dame blanche sur case noire g1 · Fou blanc sur case blanche h1 | Roi noir sur case blanche a8 · Dame noire sur case noire b8 · Fou noir sur case blanche c8 · Fou noir sur case noire d8 · Tour noire sur case blanche e8 · Cavalier noir sur case noire f8 · Tour noire sur case blanche g8 · Cavalier noir sur case noire h8 · Pion noir sur case noire a7 · Pion noir sur case blanche b7 · Pion noir sur case noire c7 · Pion noir sur case blanche d7 · Pion noir sur case noire e7 · Pion noir sur case blanche f7 · Pion noir sur case noire g7 · Pion noir sur case blanche h7 · Pion blanc sur case blanche a2 · Pion blanc sur case noire b2 · Pion blanc sur case blanche c2 · Pion blanc sur case noire d2 · Pion blanc sur case blanche e2 · Pion blanc sur case noire f2 · Pion blanc sur case blanche g2 · Pion blanc sur case noire h2 · Fou blanc sur case noire a1 · Tour blanche sur case blanche b1 · Cavalier blanc sur case noire c1 · Roi blanc sur case blanche d1 · Tour blanche sur case noire e1 · Cavalier blanc sur case blanche f1 · Dame blanche sur case noire g1 · Fou blanc sur case blanche h1 | Roi noir sur case blanche a8 · Dame noire sur case noire b8 · Fou noir sur case blanche c8 · Fou noir sur case noire d8 · Tour noire sur case blanche e8 · Cavalier noir sur case noire f8 · Tour noire sur case blanche g8 · Cavalier noir sur case noire h8 · Pion noir sur case noire a7 · Pion noir sur case blanche b7 · Pion noir sur case noire c7 · Pion noir sur case blanche d7 · Pion noir sur case noire e7 · Pion noir sur case blanche f7 · Pion noir sur case noire g7 · Pion noir sur case blanche h7 · Pion blanc sur case blanche a2 · Pion blanc sur case noire b2 · Pion blanc sur case blanche c2 · Pion blanc sur case noire d2 · Pion blanc sur case blanche e2 · Pion blanc sur case noire f2 · Pion blanc sur case blanche g2 · Pion blanc sur case noire h2 · Fou blanc sur case noire a1 · Tour blanche sur case blanche b1 · Cavalier blanc sur case noire c1 · Roi blanc sur case blanche d1 · Tour blanche sur case noire e1 · Cavalier blanc sur case blanche f1 · Dame blanche sur case noire g1 · Fou blanc sur case blanche h1 | Roi noir sur case blanche a8 · Dame noire sur case noire b8 · Fou noir sur case blanche c8 · Fou noir sur case noire d8 · Tour noire sur case blanche e8 · Cavalier noir sur case noire f8 · Tour noire sur case blanche g8 · Cavalier noir sur case noire h8 · Pion noir sur case noire a7 · Pion noir sur case blanche b7 · Pion noir sur case noire c7 · Pion noir sur case blanche d7 · Pion noir sur case noire e7 · Pion noir sur case blanche f7 · Pion noir sur case noire g7 · Pion noir sur case blanche h7 · Pion blanc sur case blanche a2 · Pion blanc sur case noire b2 · Pion blanc sur case blanche c2 · Pion blanc sur case noire d2 · Pion blanc sur case blanche e2 · Pion blanc sur case noire f2 · Pion blanc sur case blanche g2 · Pion blanc sur case noire h2 · Fou blanc sur case noire a1 · Tour blanche sur case blanche b1 · Cavalier blanc sur case noire c1 · Roi blanc sur case blanche d1 · Tour blanche sur case noire e1 · Cavalier blanc sur case blanche f1 · Dame blanche sur case noire g1 · Fou blanc sur case blanche h1 | Roi noir sur case blanche a8 · Dame noire sur case noire b8 · Fou noir sur case blanche c8 · Fou noir sur case noire d8 · Tour noire sur case blanche e8 · Cavalier noir sur case noire f8 · Tour noire sur case blanche g8 · Cavalier noir sur case noire h8 · Pion noir sur case noire a7 · Pion noir sur case blanche b7 · Pion noir sur case noire c7 · Pion noir sur case blanche d7 · Pion noir sur case noire e7 · Pion noir sur case blanche f7 · Pion noir sur case noire g7 · Pion noir sur case blanche h7 · Pion blanc sur case blanche a2 · Pion blanc sur case noire b2 · Pion blanc sur case blanche c2 · Pion blanc sur case noire d2 · Pion blanc sur case blanche e2 · Pion blanc sur case noire f2 · Pion blanc sur case blanche g2 · Pion blanc sur case noire h2 · Fou blanc sur case noire a1 · Tour blanche sur case blanche b1 · Cavalier blanc sur case noire c1 · Roi blanc sur case blanche d1 · Tour blanche sur case noire e1 · Cavalier blanc sur case blanche f1 · Dame blanche sur case noire g1 · Fou blanc sur case blanche h1 | Roi noir sur case blanche a8 · Dame noire sur case noire b8 · Fou noir sur case blanche c8 · Fou noir sur case noire d8 · Tour noire sur case blanche e8 · Cavalier noir sur case noire f8 · Tour noire sur case blanche g8 · Cavalier noir sur case noire h8 · Pion noir sur case noire a7 · Pion noir sur case blanche b7 · Pion noir sur case noire c7 · Pion noir sur case blanche d7 · Pion noir sur case noire e7 · Pion noir sur case blanche f7 · Pion noir sur case noire g7 · Pion noir sur case blanche h7 · Pion blanc sur case blanche a2 · Pion blanc sur case noire b2 · Pion blanc sur case blanche c2 · Pion blanc sur case noire d2 · Pion blanc sur case blanche e2 · Pion blanc sur case noire f2 · Pion blanc sur case blanche g2 · Pion blanc sur case noire h2 · Fou blanc sur case noire a1 · Tour blanche sur case blanche b1 · Cavalier blanc sur case noire c1 · Roi blanc sur case blanche d1 · Tour blanche sur case noire e1 · Cavalier blanc sur case blanche f1 · Dame blanche sur case noire g1 · Fou blanc sur case blanche h1 | 8 |
| 7 | Roi noir sur case blanche a8 · Dame noire sur case noire b8 · Fou noir sur case blanche c8 · Fou noir sur case noire d8 · Tour noire sur case blanche e8 · Cavalier noir sur case noire f8 · Tour noire sur case blanche g8 · Cavalier noir sur case noire h8 · Pion noir sur case noire a7 · Pion noir sur case blanche b7 · Pion noir sur case noire c7 · Pion noir sur case blanche d7 · Pion noir sur case noire e7 · Pion noir sur case blanche f7 · Pion noir sur case noire g7 · Pion noir sur case blanche h7 · Pion blanc sur case blanche a2 · Pion blanc sur case noire b2 · Pion blanc sur case blanche c2 · Pion blanc sur case noire d2 · Pion blanc sur case blanche e2 · Pion blanc sur case noire f2 · Pion blanc sur case blanche g2 · Pion blanc sur case noire h2 · Fou blanc sur case noire a1 · Tour blanche sur case blanche b1 · Cavalier blanc sur case noire c1 · Roi blanc sur case blanche d1 · Tour blanche sur case noire e1 · Cavalier blanc sur case blanche f1 · Dame blanche sur case noire g1 · Fou blanc sur case blanche h1 | Roi noir sur case blanche a8 · Dame noire sur case noire b8 · Fou noir sur case blanche c8 · Fou noir sur case noire d8 · Tour noire sur case blanche e8 · Cavalier noir sur case noire f8 · Tour noire sur case blanche g8 · Cavalier noir sur case noire h8 · Pion noir sur case noire a7 · Pion noir sur case blanche b7 · Pion noir sur case noire c7 · Pion noir sur case blanche d7 · Pion noir sur case noire e7 · Pion noir sur case blanche f7 · Pion noir sur case noire g7 · Pion noir sur case blanche h7 · Pion blanc sur case blanche a2 · Pion blanc sur case noire b2 · Pion blanc sur case blanche c2 · Pion blanc sur case noire d2 · Pion blanc sur case blanche e2 · Pion blanc sur case noire f2 · Pion blanc sur case blanche g2 · Pion blanc sur case noire h2 · Fou blanc sur case noire a1 · Tour blanche sur case blanche b1 · Cavalier blanc sur case noire c1 · Roi blanc sur case blanche d1 · Tour blanche sur case noire e1 · Cavalier blanc sur case blanche f1 · Dame blanche sur case noire g1 · Fou blanc sur case blanche h1 | Roi noir sur case blanche a8 · Dame noire sur case noire b8 · Fou noir sur case blanche c8 · Fou noir sur case noire d8 · Tour noire sur case blanche e8 · Cavalier noir sur case noire f8 · Tour noire sur case blanche g8 · Cavalier noir sur case noire h8 · Pion noir sur case noire a7 · Pion noir sur case blanche b7 · Pion noir sur case noire c7 · Pion noir sur case blanche d7 · Pion noir sur case noire e7 · Pion noir sur case blanche f7 · Pion noir sur case noire g7 · Pion noir sur case blanche h7 · Pion blanc sur case blanche a2 · Pion blanc sur case noire b2 · Pion blanc sur case blanche c2 · Pion blanc sur case noire d2 · Pion blanc sur case blanche e2 · Pion blanc sur case noire f2 · Pion blanc sur case blanche g2 · Pion blanc sur case noire h2 · Fou blanc sur case noire a1 · Tour blanche sur case blanche b1 · Cavalier blanc sur case noire c1 · Roi blanc sur case blanche d1 · Tour blanche sur case noire e1 · Cavalier blanc sur case blanche f1 · Dame blanche sur case noire g1 · Fou blanc sur case blanche h1 | Roi noir sur case blanche a8 · Dame noire sur case noire b8 · Fou noir sur case blanche c8 · Fou noir sur case noire d8 · Tour noire sur case blanche e8 · Cavalier noir sur case noire f8 · Tour noire sur case blanche g8 · Cavalier noir sur case noire h8 · Pion noir sur case noire a7 · Pion noir sur case blanche b7 · Pion noir sur case noire c7 · Pion noir sur case blanche d7 · Pion noir sur case noire e7 · Pion noir sur case blanche f7 · Pion noir sur case noire g7 · Pion noir sur case blanche h7 · Pion blanc sur case blanche a2 · Pion blanc sur case noire b2 · Pion blanc sur case blanche c2 · Pion blanc sur case noire d2 · Pion blanc sur case blanche e2 · Pion blanc sur case noire f2 · Pion blanc sur case blanche g2 · Pion blanc sur case noire h2 · Fou blanc sur case noire a1 · Tour blanche sur case blanche b1 · Cavalier blanc sur case noire c1 · Roi blanc sur case blanche d1 · Tour blanche sur case noire e1 · Cavalier blanc sur case blanche f1 · Dame blanche sur case noire g1 · Fou blanc sur case blanche h1 | Roi noir sur case blanche a8 · Dame noire sur case noire b8 · Fou noir sur case blanche c8 · Fou noir sur case noire d8 · Tour noire sur case blanche e8 · Cavalier noir sur case noire f8 · Tour noire sur case blanche g8 · Cavalier noir sur case noire h8 · Pion noir sur case noire a7 · Pion noir sur case blanche b7 · Pion noir sur case noire c7 · Pion noir sur case blanche d7 · Pion noir sur case noire e7 · Pion noir sur case blanche f7 · Pion noir sur case noire g7 · Pion noir sur case blanche h7 · Pion blanc sur case blanche a2 · Pion blanc sur case noire b2 · Pion blanc sur case blanche c2 · Pion blanc sur case noire d2 · Pion blanc sur case blanche e2 · Pion blanc sur case noire f2 · Pion blanc sur case blanche g2 · Pion blanc sur case noire h2 · Fou blanc sur case noire a1 · Tour blanche sur case blanche b1 · Cavalier blanc sur case noire c1 · Roi blanc sur case blanche d1 · Tour blanche sur case noire e1 · Cavalier blanc sur case blanche f1 · Dame blanche sur case noire g1 · Fou blanc sur case blanche h1 | Roi noir sur case blanche a8 · Dame noire sur case noire b8 · Fou noir sur case blanche c8 · Fou noir sur case noire d8 · Tour noire sur case blanche e8 · Cavalier noir sur case noire f8 · Tour noire sur case blanche g8 · Cavalier noir sur case noire h8 · Pion noir sur case noire a7 · Pion noir sur case blanche b7 · Pion noir sur case noire c7 · Pion noir sur case blanche d7 · Pion noir sur case noire e7 · Pion noir sur case blanche f7 · Pion noir sur case noire g7 · Pion noir sur case blanche h7 · Pion blanc sur case blanche a2 · Pion blanc sur case noire b2 · Pion blanc sur case blanche c2 · Pion blanc sur case noire d2 · Pion blanc sur case blanche e2 · Pion blanc sur case noire f2 · Pion blanc sur case blanche g2 · Pion blanc sur case noire h2 · Fou blanc sur case noire a1 · Tour blanche sur case blanche b1 · Cavalier blanc sur case noire c1 · Roi blanc sur case blanche d1 · Tour blanche sur case noire e1 · Cavalier blanc sur case blanche f1 · Dame blanche sur case noire g1 · Fou blanc sur case blanche h1 | Roi noir sur case blanche a8 · Dame noire sur case noire b8 · Fou noir sur case blanche c8 · Fou noir sur case noire d8 · Tour noire sur case blanche e8 · Cavalier noir sur case noire f8 · Tour noire sur case blanche g8 · Cavalier noir sur case noire h8 · Pion noir sur case noire a7 · Pion noir sur case blanche b7 · Pion noir sur case noire c7 · Pion noir sur case blanche d7 · Pion noir sur case noire e7 · Pion noir sur case blanche f7 · Pion noir sur case noire g7 · Pion noir sur case blanche h7 · Pion blanc sur case blanche a2 · Pion blanc sur case noire b2 · Pion blanc sur case blanche c2 · Pion blanc sur case noire d2 · Pion blanc sur case blanche e2 · Pion blanc sur case noire f2 · Pion blanc sur case blanche g2 · Pion blanc sur case noire h2 · Fou blanc sur case noire a1 · Tour blanche sur case blanche b1 · Cavalier blanc sur case noire c1 · Roi blanc sur case blanche d1 · Tour blanche sur case noire e1 · Cavalier blanc sur case blanche f1 · Dame blanche sur case noire g1 · Fou blanc sur case blanche h1 | Roi noir sur case blanche a8 · Dame noire sur case noire b8 · Fou noir sur case blanche c8 · Fou noir sur case noire d8 · Tour noire sur case blanche e8 · Cavalier noir sur case noire f8 · Tour noire sur case blanche g8 · Cavalier noir sur case noire h8 · Pion noir sur case noire a7 · Pion noir sur case blanche b7 · Pion noir sur case noire c7 · Pion noir sur case blanche d7 · Pion noir sur case noire e7 · Pion noir sur case blanche f7 · Pion noir sur case noire g7 · Pion noir sur case blanche h7 · Pion blanc sur case blanche a2 · Pion blanc sur case noire b2 · Pion blanc sur case blanche c2 · Pion blanc sur case noire d2 · Pion blanc sur case blanche e2 · Pion blanc sur case noire f2 · Pion blanc sur case blanche g2 · Pion blanc sur case noire h2 · Fou blanc sur case noire a1 · Tour blanche sur case blanche b1 · Cavalier blanc sur case noire c1 · Roi blanc sur case blanche d1 · Tour blanche sur case noire e1 · Cavalier blanc sur case blanche f1 · Dame blanche sur case noire g1 · Fou blanc sur case blanche h1 | 7 |
| 6 | Roi noir sur case blanche a8 · Dame noire sur case noire b8 · Fou noir sur case blanche c8 · Fou noir sur case noire d8 · Tour noire sur case blanche e8 · Cavalier noir sur case noire f8 · Tour noire sur case blanche g8 · Cavalier noir sur case noire h8 · Pion noir sur case noire a7 · Pion noir sur case blanche b7 · Pion noir sur case noire c7 · Pion noir sur case blanche d7 · Pion noir sur case noire e7 · Pion noir sur case blanche f7 · Pion noir sur case noire g7 · Pion noir sur case blanche h7 · Pion blanc sur case blanche a2 · Pion blanc sur case noire b2 · Pion blanc sur case blanche c2 · Pion blanc sur case noire d2 · Pion blanc sur case blanche e2 · Pion blanc sur case noire f2 · Pion blanc sur case blanche g2 · Pion blanc sur case noire h2 · Fou blanc sur case noire a1 · Tour blanche sur case blanche b1 · Cavalier blanc sur case noire c1 · Roi blanc sur case blanche d1 · Tour blanche sur case noire e1 · Cavalier blanc sur case blanche f1 · Dame blanche sur case noire g1 · Fou blanc sur case blanche h1 | Roi noir sur case blanche a8 · Dame noire sur case noire b8 · Fou noir sur case blanche c8 · Fou noir sur case noire d8 · Tour noire sur case blanche e8 · Cavalier noir sur case noire f8 · Tour noire sur case blanche g8 · Cavalier noir sur case noire h8 · Pion noir sur case noire a7 · Pion noir sur case blanche b7 · Pion noir sur case noire c7 · Pion noir sur case blanche d7 · Pion noir sur case noire e7 · Pion noir sur case blanche f7 · Pion noir sur case noire g7 · Pion noir sur case blanche h7 · Pion blanc sur case blanche a2 · Pion blanc sur case noire b2 · Pion blanc sur case blanche c2 · Pion blanc sur case noire d2 · Pion blanc sur case blanche e2 · Pion blanc sur case noire f2 · Pion blanc sur case blanche g2 · Pion blanc sur case noire h2 · Fou blanc sur case noire a1 · Tour blanche sur case blanche b1 · Cavalier blanc sur case noire c1 · Roi blanc sur case blanche d1 · Tour blanche sur case noire e1 · Cavalier blanc sur case blanche f1 · Dame blanche sur case noire g1 · Fou blanc sur case blanche h1 | Roi noir sur case blanche a8 · Dame noire sur case noire b8 · Fou noir sur case blanche c8 · Fou noir sur case noire d8 · Tour noire sur case blanche e8 · Cavalier noir sur case noire f8 · Tour noire sur case blanche g8 · Cavalier noir sur case noire h8 · Pion noir sur case noire a7 · Pion noir sur case blanche b7 · Pion noir sur case noire c7 · Pion noir sur case blanche d7 · Pion noir sur case noire e7 · Pion noir sur case blanche f7 · Pion noir sur case noire g7 · Pion noir sur case blanche h7 · Pion blanc sur case blanche a2 · Pion blanc sur case noire b2 · Pion blanc sur case blanche c2 · Pion blanc sur case noire d2 · Pion blanc sur case blanche e2 · Pion blanc sur case noire f2 · Pion blanc sur case blanche g2 · Pion blanc sur case noire h2 · Fou blanc sur case noire a1 · Tour blanche sur case blanche b1 · Cavalier blanc sur case noire c1 · Roi blanc sur case blanche d1 · Tour blanche sur case noire e1 · Cavalier blanc sur case blanche f1 · Dame blanche sur case noire g1 · Fou blanc sur case blanche h1 | Roi noir sur case blanche a8 · Dame noire sur case noire b8 · Fou noir sur case blanche c8 · Fou noir sur case noire d8 · Tour noire sur case blanche e8 · Cavalier noir sur case noire f8 · Tour noire sur case blanche g8 · Cavalier noir sur case noire h8 · Pion noir sur case noire a7 · Pion noir sur case blanche b7 · Pion noir sur case noire c7 · Pion noir sur case blanche d7 · Pion noir sur case noire e7 · Pion noir sur case blanche f7 · Pion noir sur case noire g7 · Pion noir sur case blanche h7 · Pion blanc sur case blanche a2 · Pion blanc sur case noire b2 · Pion blanc sur case blanche c2 · Pion blanc sur case noire d2 · Pion blanc sur case blanche e2 · Pion blanc sur case noire f2 · Pion blanc sur case blanche g2 · Pion blanc sur case noire h2 · Fou blanc sur case noire a1 · Tour blanche sur case blanche b1 · Cavalier blanc sur case noire c1 · Roi blanc sur case blanche d1 · Tour blanche sur case noire e1 · Cavalier blanc sur case blanche f1 · Dame blanche sur case noire g1 · Fou blanc sur case blanche h1 | Roi noir sur case blanche a8 · Dame noire sur case noire b8 · Fou noir sur case blanche c8 · Fou noir sur case noire d8 · Tour noire sur case blanche e8 · Cavalier noir sur case noire f8 · Tour noire sur case blanche g8 · Cavalier noir sur case noire h8 · Pion noir sur case noire a7 · Pion noir sur case blanche b7 · Pion noir sur case noire c7 · Pion noir sur case blanche d7 · Pion noir sur case noire e7 · Pion noir sur case blanche f7 · Pion noir sur case noire g7 · Pion noir sur case blanche h7 · Pion blanc sur case blanche a2 · Pion blanc sur case noire b2 · Pion blanc sur case blanche c2 · Pion blanc sur case noire d2 · Pion blanc sur case blanche e2 · Pion blanc sur case noire f2 · Pion blanc sur case blanche g2 · Pion blanc sur case noire h2 · Fou blanc sur case noire a1 · Tour blanche sur case blanche b1 · Cavalier blanc sur case noire c1 · Roi blanc sur case blanche d1 · Tour blanche sur case noire e1 · Cavalier blanc sur case blanche f1 · Dame blanche sur case noire g1 · Fou blanc sur case blanche h1 | Roi noir sur case blanche a8 · Dame noire sur case noire b8 · Fou noir sur case blanche c8 · Fou noir sur case noire d8 · Tour noire sur case blanche e8 · Cavalier noir sur case noire f8 · Tour noire sur case blanche g8 · Cavalier noir sur case noire h8 · Pion noir sur case noire a7 · Pion noir sur case blanche b7 · Pion noir sur case noire c7 · Pion noir sur case blanche d7 · Pion noir sur case noire e7 · Pion noir sur case blanche f7 · Pion noir sur case noire g7 · Pion noir sur case blanche h7 · Pion blanc sur case blanche a2 · Pion blanc sur case noire b2 · Pion blanc sur case blanche c2 · Pion blanc sur case noire d2 · Pion blanc sur case blanche e2 · Pion blanc sur case noire f2 · Pion blanc sur case blanche g2 · Pion blanc sur case noire h2 · Fou blanc sur case noire a1 · Tour blanche sur case blanche b1 · Cavalier blanc sur case noire c1 · Roi blanc sur case blanche d1 · Tour blanche sur case noire e1 · Cavalier blanc sur case blanche f1 · Dame blanche sur case noire g1 · Fou blanc sur case blanche h1 | Roi noir sur case blanche a8 · Dame noire sur case noire b8 · Fou noir sur case blanche c8 · Fou noir sur case noire d8 · Tour noire sur case blanche e8 · Cavalier noir sur case noire f8 · Tour noire sur case blanche g8 · Cavalier noir sur case noire h8 · Pion noir sur case noire a7 · Pion noir sur case blanche b7 · Pion noir sur case noire c7 · Pion noir sur case blanche d7 · Pion noir sur case noire e7 · Pion noir sur case blanche f7 · Pion noir sur case noire g7 · Pion noir sur case blanche h7 · Pion blanc sur case blanche a2 · Pion blanc sur case noire b2 · Pion blanc sur case blanche c2 · Pion blanc sur case noire d2 · Pion blanc sur case blanche e2 · Pion blanc sur case noire f2 · Pion blanc sur case blanche g2 · Pion blanc sur case noire h2 · Fou blanc sur case noire a1 · Tour blanche sur case blanche b1 · Cavalier blanc sur case noire c1 · Roi blanc sur case blanche d1 · Tour blanche sur case noire e1 · Cavalier blanc sur case blanche f1 · Dame blanche sur case noire g1 · Fou blanc sur case blanche h1 | Roi noir sur case blanche a8 · Dame noire sur case noire b8 · Fou noir sur case blanche c8 · Fou noir sur case noire d8 · Tour noire sur case blanche e8 · Cavalier noir sur case noire f8 · Tour noire sur case blanche g8 · Cavalier noir sur case noire h8 · Pion noir sur case noire a7 · Pion noir sur case blanche b7 · Pion noir sur case noire c7 · Pion noir sur case blanche d7 · Pion noir sur case noire e7 · Pion noir sur case blanche f7 · Pion noir sur case noire g7 · Pion noir sur case blanche h7 · Pion blanc sur case blanche a2 · Pion blanc sur case noire b2 · Pion blanc sur case blanche c2 · Pion blanc sur case noire d2 · Pion blanc sur case blanche e2 · Pion blanc sur case noire f2 · Pion blanc sur case blanche g2 · Pion blanc sur case noire h2 · Fou blanc sur case noire a1 · Tour blanche sur case blanche b1 · Cavalier blanc sur case noire c1 · Roi blanc sur case blanche d1 · Tour blanche sur case noire e1 · Cavalier blanc sur case blanche f1 · Dame blanche sur case noire g1 · Fou blanc sur case blanche h1 | 6 |
| 5 | Roi noir sur case blanche a8 · Dame noire sur case noire b8 · Fou noir sur case blanche c8 · Fou noir sur case noire d8 · Tour noire sur case blanche e8 · Cavalier noir sur case noire f8 · Tour noire sur case blanche g8 · Cavalier noir sur case noire h8 · Pion noir sur case noire a7 · Pion noir sur case blanche b7 · Pion noir sur case noire c7 · Pion noir sur case blanche d7 · Pion noir sur case noire e7 · Pion noir sur case blanche f7 · Pion noir sur case noire g7 · Pion noir sur case blanche h7 · Pion blanc sur case blanche a2 · Pion blanc sur case noire b2 · Pion blanc sur case blanche c2 · Pion blanc sur case noire d2 · Pion blanc sur case blanche e2 · Pion blanc sur case noire f2 · Pion blanc sur case blanche g2 · Pion blanc sur case noire h2 · Fou blanc sur case noire a1 · Tour blanche sur case blanche b1 · Cavalier blanc sur case noire c1 · Roi blanc sur case blanche d1 · Tour blanche sur case noire e1 · Cavalier blanc sur case blanche f1 · Dame blanche sur case noire g1 · Fou blanc sur case blanche h1 | Roi noir sur case blanche a8 · Dame noire sur case noire b8 · Fou noir sur case blanche c8 · Fou noir sur case noire d8 · Tour noire sur case blanche e8 · Cavalier noir sur case noire f8 · Tour noire sur case blanche g8 · Cavalier noir sur case noire h8 · Pion noir sur case noire a7 · Pion noir sur case blanche b7 · Pion noir sur case noire c7 · Pion noir sur case blanche d7 · Pion noir sur case noire e7 · Pion noir sur case blanche f7 · Pion noir sur case noire g7 · Pion noir sur case blanche h7 · Pion blanc sur case blanche a2 · Pion blanc sur case noire b2 · Pion blanc sur case blanche c2 · Pion blanc sur case noire d2 · Pion blanc sur case blanche e2 · Pion blanc sur case noire f2 · Pion blanc sur case blanche g2 · Pion blanc sur case noire h2 · Fou blanc sur case noire a1 · Tour blanche sur case blanche b1 · Cavalier blanc sur case noire c1 · Roi blanc sur case blanche d1 · Tour blanche sur case noire e1 · Cavalier blanc sur case blanche f1 · Dame blanche sur case noire g1 · Fou blanc sur case blanche h1 | Roi noir sur case blanche a8 · Dame noire sur case noire b8 · Fou noir sur case blanche c8 · Fou noir sur case noire d8 · Tour noire sur case blanche e8 · Cavalier noir sur case noire f8 · Tour noire sur case blanche g8 · Cavalier noir sur case noire h8 · Pion noir sur case noire a7 · Pion noir sur case blanche b7 · Pion noir sur case noire c7 · Pion noir sur case blanche d7 · Pion noir sur case noire e7 · Pion noir sur case blanche f7 · Pion noir sur case noire g7 · Pion noir sur case blanche h7 · Pion blanc sur case blanche a2 · Pion blanc sur case noire b2 · Pion blanc sur case blanche c2 · Pion blanc sur case noire d2 · Pion blanc sur case blanche e2 · Pion blanc sur case noire f2 · Pion blanc sur case blanche g2 · Pion blanc sur case noire h2 · Fou blanc sur case noire a1 · Tour blanche sur case blanche b1 · Cavalier blanc sur case noire c1 · Roi blanc sur case blanche d1 · Tour blanche sur case noire e1 · Cavalier blanc sur case blanche f1 · Dame blanche sur case noire g1 · Fou blanc sur case blanche h1 | Roi noir sur case blanche a8 · Dame noire sur case noire b8 · Fou noir sur case blanche c8 · Fou noir sur case noire d8 · Tour noire sur case blanche e8 · Cavalier noir sur case noire f8 · Tour noire sur case blanche g8 · Cavalier noir sur case noire h8 · Pion noir sur case noire a7 · Pion noir sur case blanche b7 · Pion noir sur case noire c7 · Pion noir sur case blanche d7 · Pion noir sur case noire e7 · Pion noir sur case blanche f7 · Pion noir sur case noire g7 · Pion noir sur case blanche h7 · Pion blanc sur case blanche a2 · Pion blanc sur case noire b2 · Pion blanc sur case blanche c2 · Pion blanc sur case noire d2 · Pion blanc sur case blanche e2 · Pion blanc sur case noire f2 · Pion blanc sur case blanche g2 · Pion blanc sur case noire h2 · Fou blanc sur case noire a1 · Tour blanche sur case blanche b1 · Cavalier blanc sur case noire c1 · Roi blanc sur case blanche d1 · Tour blanche sur case noire e1 · Cavalier blanc sur case blanche f1 · Dame blanche sur case noire g1 · Fou blanc sur case blanche h1 | Roi noir sur case blanche a8 · Dame noire sur case noire b8 · Fou noir sur case blanche c8 · Fou noir sur case noire d8 · Tour noire sur case blanche e8 · Cavalier noir sur case noire f8 · Tour noire sur case blanche g8 · Cavalier noir sur case noire h8 · Pion noir sur case noire a7 · Pion noir sur case blanche b7 · Pion noir sur case noire c7 · Pion noir sur case blanche d7 · Pion noir sur case noire e7 · Pion noir sur case blanche f7 · Pion noir sur case noire g7 · Pion noir sur case blanche h7 · Pion blanc sur case blanche a2 · Pion blanc sur case noire b2 · Pion blanc sur case blanche c2 · Pion blanc sur case noire d2 · Pion blanc sur case blanche e2 · Pion blanc sur case noire f2 · Pion blanc sur case blanche g2 · Pion blanc sur case noire h2 · Fou blanc sur case noire a1 · Tour blanche sur case blanche b1 · Cavalier blanc sur case noire c1 · Roi blanc sur case blanche d1 · Tour blanche sur case noire e1 · Cavalier blanc sur case blanche f1 · Dame blanche sur case noire g1 · Fou blanc sur case blanche h1 | Roi noir sur case blanche a8 · Dame noire sur case noire b8 · Fou noir sur case blanche c8 · Fou noir sur case noire d8 · Tour noire sur case blanche e8 · Cavalier noir sur case noire f8 · Tour noire sur case blanche g8 · Cavalier noir sur case noire h8 · Pion noir sur case noire a7 · Pion noir sur case blanche b7 · Pion noir sur case noire c7 · Pion noir sur case blanche d7 · Pion noir sur case noire e7 · Pion noir sur case blanche f7 · Pion noir sur case noire g7 · Pion noir sur case blanche h7 · Pion blanc sur case blanche a2 · Pion blanc sur case noire b2 · Pion blanc sur case blanche c2 · Pion blanc sur case noire d2 · Pion blanc sur case blanche e2 · Pion blanc sur case noire f2 · Pion blanc sur case blanche g2 · Pion blanc sur case noire h2 · Fou blanc sur case noire a1 · Tour blanche sur case blanche b1 · Cavalier blanc sur case noire c1 · Roi blanc sur case blanche d1 · Tour blanche sur case noire e1 · Cavalier blanc sur case blanche f1 · Dame blanche sur case noire g1 · Fou blanc sur case blanche h1 | Roi noir sur case blanche a8 · Dame noire sur case noire b8 · Fou noir sur case blanche c8 · Fou noir sur case noire d8 · Tour noire sur case blanche e8 · Cavalier noir sur case noire f8 · Tour noire sur case blanche g8 · Cavalier noir sur case noire h8 · Pion noir sur case noire a7 · Pion noir sur case blanche b7 · Pion noir sur case noire c7 · Pion noir sur case blanche d7 · Pion noir sur case noire e7 · Pion noir sur case blanche f7 · Pion noir sur case noire g7 · Pion noir sur case blanche h7 · Pion blanc sur case blanche a2 · Pion blanc sur case noire b2 · Pion blanc sur case blanche c2 · Pion blanc sur case noire d2 · Pion blanc sur case blanche e2 · Pion blanc sur case noire f2 · Pion blanc sur case blanche g2 · Pion blanc sur case noire h2 · Fou blanc sur case noire a1 · Tour blanche sur case blanche b1 · Cavalier blanc sur case noire c1 · Roi blanc sur case blanche d1 · Tour blanche sur case noire e1 · Cavalier blanc sur case blanche f1 · Dame blanche sur case noire g1 · Fou blanc sur case blanche h1 | Roi noir sur case blanche a8 · Dame noire sur case noire b8 · Fou noir sur case blanche c8 · Fou noir sur case noire d8 · Tour noire sur case blanche e8 · Cavalier noir sur case noire f8 · Tour noire sur case blanche g8 · Cavalier noir sur case noire h8 · Pion noir sur case noire a7 · Pion noir sur case blanche b7 · Pion noir sur case noire c7 · Pion noir sur case blanche d7 · Pion noir sur case noire e7 · Pion noir sur case blanche f7 · Pion noir sur case noire g7 · Pion noir sur case blanche h7 · Pion blanc sur case blanche a2 · Pion blanc sur case noire b2 · Pion blanc sur case blanche c2 · Pion blanc sur case noire d2 · Pion blanc sur case blanche e2 · Pion blanc sur case noire f2 · Pion blanc sur case blanche g2 · Pion blanc sur case noire h2 · Fou blanc sur case noire a1 · Tour blanche sur case blanche b1 · Cavalier blanc sur case noire c1 · Roi blanc sur case blanche d1 · Tour blanche sur case noire e1 · Cavalier blanc sur case blanche f1 · Dame blanche sur case noire g1 · Fou blanc sur case blanche h1 | 5 |
| 4 | Roi noir sur case blanche a8 · Dame noire sur case noire b8 · Fou noir sur case blanche c8 · Fou noir sur case noire d8 · Tour noire sur case blanche e8 · Cavalier noir sur case noire f8 · Tour noire sur case blanche g8 · Cavalier noir sur case noire h8 · Pion noir sur case noire a7 · Pion noir sur case blanche b7 · Pion noir sur case noire c7 · Pion noir sur case blanche d7 · Pion noir sur case noire e7 · Pion noir sur case blanche f7 · Pion noir sur case noire g7 · Pion noir sur case blanche h7 · Pion blanc sur case blanche a2 · Pion blanc sur case noire b2 · Pion blanc sur case blanche c2 · Pion blanc sur case noire d2 · Pion blanc sur case blanche e2 · Pion blanc sur case noire f2 · Pion blanc sur case blanche g2 · Pion blanc sur case noire h2 · Fou blanc sur case noire a1 · Tour blanche sur case blanche b1 · Cavalier blanc sur case noire c1 · Roi blanc sur case blanche d1 · Tour blanche sur case noire e1 · Cavalier blanc sur case blanche f1 · Dame blanche sur case noire g1 · Fou blanc sur case blanche h1 | Roi noir sur case blanche a8 · Dame noire sur case noire b8 · Fou noir sur case blanche c8 · Fou noir sur case noire d8 · Tour noire sur case blanche e8 · Cavalier noir sur case noire f8 · Tour noire sur case blanche g8 · Cavalier noir sur case noire h8 · Pion noir sur case noire a7 · Pion noir sur case blanche b7 · Pion noir sur case noire c7 · Pion noir sur case blanche d7 · Pion noir sur case noire e7 · Pion noir sur case blanche f7 · Pion noir sur case noire g7 · Pion noir sur case blanche h7 · Pion blanc sur case blanche a2 · Pion blanc sur case noire b2 · Pion blanc sur case blanche c2 · Pion blanc sur case noire d2 · Pion blanc sur case blanche e2 · Pion blanc sur case noire f2 · Pion blanc sur case blanche g2 · Pion blanc sur case noire h2 · Fou blanc sur case noire a1 · Tour blanche sur case blanche b1 · Cavalier blanc sur case noire c1 · Roi blanc sur case blanche d1 · Tour blanche sur case noire e1 · Cavalier blanc sur case blanche f1 · Dame blanche sur case noire g1 · Fou blanc sur case blanche h1 | Roi noir sur case blanche a8 · Dame noire sur case noire b8 · Fou noir sur case blanche c8 · Fou noir sur case noire d8 · Tour noire sur case blanche e8 · Cavalier noir sur case noire f8 · Tour noire sur case blanche g8 · Cavalier noir sur case noire h8 · Pion noir sur case noire a7 · Pion noir sur case blanche b7 · Pion noir sur case noire c7 · Pion noir sur case blanche d7 · Pion noir sur case noire e7 · Pion noir sur case blanche f7 · Pion noir sur case noire g7 · Pion noir sur case blanche h7 · Pion blanc sur case blanche a2 · Pion blanc sur case noire b2 · Pion blanc sur case blanche c2 · Pion blanc sur case noire d2 · Pion blanc sur case blanche e2 · Pion blanc sur case noire f2 · Pion blanc sur case blanche g2 · Pion blanc sur case noire h2 · Fou blanc sur case noire a1 · Tour blanche sur case blanche b1 · Cavalier blanc sur case noire c1 · Roi blanc sur case blanche d1 · Tour blanche sur case noire e1 · Cavalier blanc sur case blanche f1 · Dame blanche sur case noire g1 · Fou blanc sur case blanche h1 | Roi noir sur case blanche a8 · Dame noire sur case noire b8 · Fou noir sur case blanche c8 · Fou noir sur case noire d8 · Tour noire sur case blanche e8 · Cavalier noir sur case noire f8 · Tour noire sur case blanche g8 · Cavalier noir sur case noire h8 · Pion noir sur case noire a7 · Pion noir sur case blanche b7 · Pion noir sur case noire c7 · Pion noir sur case blanche d7 · Pion noir sur case noire e7 · Pion noir sur case blanche f7 · Pion noir sur case noire g7 · Pion noir sur case blanche h7 · Pion blanc sur case blanche a2 · Pion blanc sur case noire b2 · Pion blanc sur case blanche c2 · Pion blanc sur case noire d2 · Pion blanc sur case blanche e2 · Pion blanc sur case noire f2 · Pion blanc sur case blanche g2 · Pion blanc sur case noire h2 · Fou blanc sur case noire a1 · Tour blanche sur case blanche b1 · Cavalier blanc sur case noire c1 · Roi blanc sur case blanche d1 · Tour blanche sur case noire e1 · Cavalier blanc sur case blanche f1 · Dame blanche sur case noire g1 · Fou blanc sur case blanche h1 | Roi noir sur case blanche a8 · Dame noire sur case noire b8 · Fou noir sur case blanche c8 · Fou noir sur case noire d8 · Tour noire sur case blanche e8 · Cavalier noir sur case noire f8 · Tour noire sur case blanche g8 · Cavalier noir sur case noire h8 · Pion noir sur case noire a7 · Pion noir sur case blanche b7 · Pion noir sur case noire c7 · Pion noir sur case blanche d7 · Pion noir sur case noire e7 · Pion noir sur case blanche f7 · Pion noir sur case noire g7 · Pion noir sur case blanche h7 · Pion blanc sur case blanche a2 · Pion blanc sur case noire b2 · Pion blanc sur case blanche c2 · Pion blanc sur case noire d2 · Pion blanc sur case blanche e2 · Pion blanc sur case noire f2 · Pion blanc sur case blanche g2 · Pion blanc sur case noire h2 · Fou blanc sur case noire a1 · Tour blanche sur case blanche b1 · Cavalier blanc sur case noire c1 · Roi blanc sur case blanche d1 · Tour blanche sur case noire e1 · Cavalier blanc sur case blanche f1 · Dame blanche sur case noire g1 · Fou blanc sur case blanche h1 | Roi noir sur case blanche a8 · Dame noire sur case noire b8 · Fou noir sur case blanche c8 · Fou noir sur case noire d8 · Tour noire sur case blanche e8 · Cavalier noir sur case noire f8 · Tour noire sur case blanche g8 · Cavalier noir sur case noire h8 · Pion noir sur case noire a7 · Pion noir sur case blanche b7 · Pion noir sur case noire c7 · Pion noir sur case blanche d7 · Pion noir sur case noire e7 · Pion noir sur case blanche f7 · Pion noir sur case noire g7 · Pion noir sur case blanche h7 · Pion blanc sur case blanche a2 · Pion blanc sur case noire b2 · Pion blanc sur case blanche c2 · Pion blanc sur case noire d2 · Pion blanc sur case blanche e2 · Pion blanc sur case noire f2 · Pion blanc sur case blanche g2 · Pion blanc sur case noire h2 · Fou blanc sur case noire a1 · Tour blanche sur case blanche b1 · Cavalier blanc sur case noire c1 · Roi blanc sur case blanche d1 · Tour blanche sur case noire e1 · Cavalier blanc sur case blanche f1 · Dame blanche sur case noire g1 · Fou blanc sur case blanche h1 | Roi noir sur case blanche a8 · Dame noire sur case noire b8 · Fou noir sur case blanche c8 · Fou noir sur case noire d8 · Tour noire sur case blanche e8 · Cavalier noir sur case noire f8 · Tour noire sur case blanche g8 · Cavalier noir sur case noire h8 · Pion noir sur case noire a7 · Pion noir sur case blanche b7 · Pion noir sur case noire c7 · Pion noir sur case blanche d7 · Pion noir sur case noire e7 · Pion noir sur case blanche f7 · Pion noir sur case noire g7 · Pion noir sur case blanche h7 · Pion blanc sur case blanche a2 · Pion blanc sur case noire b2 · Pion blanc sur case blanche c2 · Pion blanc sur case noire d2 · Pion blanc sur case blanche e2 · Pion blanc sur case noire f2 · Pion blanc sur case blanche g2 · Pion blanc sur case noire h2 · Fou blanc sur case noire a1 · Tour blanche sur case blanche b1 · Cavalier blanc sur case noire c1 · Roi blanc sur case blanche d1 · Tour blanche sur case noire e1 · Cavalier blanc sur case blanche f1 · Dame blanche sur case noire g1 · Fou blanc sur case blanche h1 | Roi noir sur case blanche a8 · Dame noire sur case noire b8 · Fou noir sur case blanche c8 · Fou noir sur case noire d8 · Tour noire sur case blanche e8 · Cavalier noir sur case noire f8 · Tour noire sur case blanche g8 · Cavalier noir sur case noire h8 · Pion noir sur case noire a7 · Pion noir sur case blanche b7 · Pion noir sur case noire c7 · Pion noir sur case blanche d7 · Pion noir sur case noire e7 · Pion noir sur case blanche f7 · Pion noir sur case noire g7 · Pion noir sur case blanche h7 · Pion blanc sur case blanche a2 · Pion blanc sur case noire b2 · Pion blanc sur case blanche c2 · Pion blanc sur case noire d2 · Pion blanc sur case blanche e2 · Pion blanc sur case noire f2 · Pion blanc sur case blanche g2 · Pion blanc sur case noire h2 · Fou blanc sur case noire a1 · Tour blanche sur case blanche b1 · Cavalier blanc sur case noire c1 · Roi blanc sur case blanche d1 · Tour blanche sur case noire e1 · Cavalier blanc sur case blanche f1 · Dame blanche sur case noire g1 · Fou blanc sur case blanche h1 | 4 |
| 3 | Roi noir sur case blanche a8 · Dame noire sur case noire b8 · Fou noir sur case blanche c8 · Fou noir sur case noire d8 · Tour noire sur case blanche e8 · Cavalier noir sur case noire f8 · Tour noire sur case blanche g8 · Cavalier noir sur case noire h8 · Pion noir sur case noire a7 · Pion noir sur case blanche b7 · Pion noir sur case noire c7 · Pion noir sur case blanche d7 · Pion noir sur case noire e7 · Pion noir sur case blanche f7 · Pion noir sur case noire g7 · Pion noir sur case blanche h7 · Pion blanc sur case blanche a2 · Pion blanc sur case noire b2 · Pion blanc sur case blanche c2 · Pion blanc sur case noire d2 · Pion blanc sur case blanche e2 · Pion blanc sur case noire f2 · Pion blanc sur case blanche g2 · Pion blanc sur case noire h2 · Fou blanc sur case noire a1 · Tour blanche sur case blanche b1 · Cavalier blanc sur case noire c1 · Roi blanc sur case blanche d1 · Tour blanche sur case noire e1 · Cavalier blanc sur case blanche f1 · Dame blanche sur case noire g1 · Fou blanc sur case blanche h1 | Roi noir sur case blanche a8 · Dame noire sur case noire b8 · Fou noir sur case blanche c8 · Fou noir sur case noire d8 · Tour noire sur case blanche e8 · Cavalier noir sur case noire f8 · Tour noire sur case blanche g8 · Cavalier noir sur case noire h8 · Pion noir sur case noire a7 · Pion noir sur case blanche b7 · Pion noir sur case noire c7 · Pion noir sur case blanche d7 · Pion noir sur case noire e7 · Pion noir sur case blanche f7 · Pion noir sur case noire g7 · Pion noir sur case blanche h7 · Pion blanc sur case blanche a2 · Pion blanc sur case noire b2 · Pion blanc sur case blanche c2 · Pion blanc sur case noire d2 · Pion blanc sur case blanche e2 · Pion blanc sur case noire f2 · Pion blanc sur case blanche g2 · Pion blanc sur case noire h2 · Fou blanc sur case noire a1 · Tour blanche sur case blanche b1 · Cavalier blanc sur case noire c1 · Roi blanc sur case blanche d1 · Tour blanche sur case noire e1 · Cavalier blanc sur case blanche f1 · Dame blanche sur case noire g1 · Fou blanc sur case blanche h1 | Roi noir sur case blanche a8 · Dame noire sur case noire b8 · Fou noir sur case blanche c8 · Fou noir sur case noire d8 · Tour noire sur case blanche e8 · Cavalier noir sur case noire f8 · Tour noire sur case blanche g8 · Cavalier noir sur case noire h8 · Pion noir sur case noire a7 · Pion noir sur case blanche b7 · Pion noir sur case noire c7 · Pion noir sur case blanche d7 · Pion noir sur case noire e7 · Pion noir sur case blanche f7 · Pion noir sur case noire g7 · Pion noir sur case blanche h7 · Pion blanc sur case blanche a2 · Pion blanc sur case noire b2 · Pion blanc sur case blanche c2 · Pion blanc sur case noire d2 · Pion blanc sur case blanche e2 · Pion blanc sur case noire f2 · Pion blanc sur case blanche g2 · Pion blanc sur case noire h2 · Fou blanc sur case noire a1 · Tour blanche sur case blanche b1 · Cavalier blanc sur case noire c1 · Roi blanc sur case blanche d1 · Tour blanche sur case noire e1 · Cavalier blanc sur case blanche f1 · Dame blanche sur case noire g1 · Fou blanc sur case blanche h1 | Roi noir sur case blanche a8 · Dame noire sur case noire b8 · Fou noir sur case blanche c8 · Fou noir sur case noire d8 · Tour noire sur case blanche e8 · Cavalier noir sur case noire f8 · Tour noire sur case blanche g8 · Cavalier noir sur case noire h8 · Pion noir sur case noire a7 · Pion noir sur case blanche b7 · Pion noir sur case noire c7 · Pion noir sur case blanche d7 · Pion noir sur case noire e7 · Pion noir sur case blanche f7 · Pion noir sur case noire g7 · Pion noir sur case blanche h7 · Pion blanc sur case blanche a2 · Pion blanc sur case noire b2 · Pion blanc sur case blanche c2 · Pion blanc sur case noire d2 · Pion blanc sur case blanche e2 · Pion blanc sur case noire f2 · Pion blanc sur case blanche g2 · Pion blanc sur case noire h2 · Fou blanc sur case noire a1 · Tour blanche sur case blanche b1 · Cavalier blanc sur case noire c1 · Roi blanc sur case blanche d1 · Tour blanche sur case noire e1 · Cavalier blanc sur case blanche f1 · Dame blanche sur case noire g1 · Fou blanc sur case blanche h1 | Roi noir sur case blanche a8 · Dame noire sur case noire b8 · Fou noir sur case blanche c8 · Fou noir sur case noire d8 · Tour noire sur case blanche e8 · Cavalier noir sur case noire f8 · Tour noire sur case blanche g8 · Cavalier noir sur case noire h8 · Pion noir sur case noire a7 · Pion noir sur case blanche b7 · Pion noir sur case noire c7 · Pion noir sur case blanche d7 · Pion noir sur case noire e7 · Pion noir sur case blanche f7 · Pion noir sur case noire g7 · Pion noir sur case blanche h7 · Pion blanc sur case blanche a2 · Pion blanc sur case noire b2 · Pion blanc sur case blanche c2 · Pion blanc sur case noire d2 · Pion blanc sur case blanche e2 · Pion blanc sur case noire f2 · Pion blanc sur case blanche g2 · Pion blanc sur case noire h2 · Fou blanc sur case noire a1 · Tour blanche sur case blanche b1 · Cavalier blanc sur case noire c1 · Roi blanc sur case blanche d1 · Tour blanche sur case noire e1 · Cavalier blanc sur case blanche f1 · Dame blanche sur case noire g1 · Fou blanc sur case blanche h1 | Roi noir sur case blanche a8 · Dame noire sur case noire b8 · Fou noir sur case blanche c8 · Fou noir sur case noire d8 · Tour noire sur case blanche e8 · Cavalier noir sur case noire f8 · Tour noire sur case blanche g8 · Cavalier noir sur case noire h8 · Pion noir sur case noire a7 · Pion noir sur case blanche b7 · Pion noir sur case noire c7 · Pion noir sur case blanche d7 · Pion noir sur case noire e7 · Pion noir sur case blanche f7 · Pion noir sur case noire g7 · Pion noir sur case blanche h7 · Pion blanc sur case blanche a2 · Pion blanc sur case noire b2 · Pion blanc sur case blanche c2 · Pion blanc sur case noire d2 · Pion blanc sur case blanche e2 · Pion blanc sur case noire f2 · Pion blanc sur case blanche g2 · Pion blanc sur case noire h2 · Fou blanc sur case noire a1 · Tour blanche sur case blanche b1 · Cavalier blanc sur case noire c1 · Roi blanc sur case blanche d1 · Tour blanche sur case noire e1 · Cavalier blanc sur case blanche f1 · Dame blanche sur case noire g1 · Fou blanc sur case blanche h1 | Roi noir sur case blanche a8 · Dame noire sur case noire b8 · Fou noir sur case blanche c8 · Fou noir sur case noire d8 · Tour noire sur case blanche e8 · Cavalier noir sur case noire f8 · Tour noire sur case blanche g8 · Cavalier noir sur case noire h8 · Pion noir sur case noire a7 · Pion noir sur case blanche b7 · Pion noir sur case noire c7 · Pion noir sur case blanche d7 · Pion noir sur case noire e7 · Pion noir sur case blanche f7 · Pion noir sur case noire g7 · Pion noir sur case blanche h7 · Pion blanc sur case blanche a2 · Pion blanc sur case noire b2 · Pion blanc sur case blanche c2 · Pion blanc sur case noire d2 · Pion blanc sur case blanche e2 · Pion blanc sur case noire f2 · Pion blanc sur case blanche g2 · Pion blanc sur case noire h2 · Fou blanc sur case noire a1 · Tour blanche sur case blanche b1 · Cavalier blanc sur case noire c1 · Roi blanc sur case blanche d1 · Tour blanche sur case noire e1 · Cavalier blanc sur case blanche f1 · Dame blanche sur case noire g1 · Fou blanc sur case blanche h1 | Roi noir sur case blanche a8 · Dame noire sur case noire b8 · Fou noir sur case blanche c8 · Fou noir sur case noire d8 · Tour noire sur case blanche e8 · Cavalier noir sur case noire f8 · Tour noire sur case blanche g8 · Cavalier noir sur case noire h8 · Pion noir sur case noire a7 · Pion noir sur case blanche b7 · Pion noir sur case noire c7 · Pion noir sur case blanche d7 · Pion noir sur case noire e7 · Pion noir sur case blanche f7 · Pion noir sur case noire g7 · Pion noir sur case blanche h7 · Pion blanc sur case blanche a2 · Pion blanc sur case noire b2 · Pion blanc sur case blanche c2 · Pion blanc sur case noire d2 · Pion blanc sur case blanche e2 · Pion blanc sur case noire f2 · Pion blanc sur case blanche g2 · Pion blanc sur case noire h2 · Fou blanc sur case noire a1 · Tour blanche sur case blanche b1 · Cavalier blanc sur case noire c1 · Roi blanc sur case blanche d1 · Tour blanche sur case noire e1 · Cavalier blanc sur case blanche f1 · Dame blanche sur case noire g1 · Fou blanc sur case blanche h1 | 3 |
| 2 | Roi noir sur case blanche a8 · Dame noire sur case noire b8 · Fou noir sur case blanche c8 · Fou noir sur case noire d8 · Tour noire sur case blanche e8 · Cavalier noir sur case noire f8 · Tour noire sur case blanche g8 · Cavalier noir sur case noire h8 · Pion noir sur case noire a7 · Pion noir sur case blanche b7 · Pion noir sur case noire c7 · Pion noir sur case blanche d7 · Pion noir sur case noire e7 · Pion noir sur case blanche f7 · Pion noir sur case noire g7 · Pion noir sur case blanche h7 · Pion blanc sur case blanche a2 · Pion blanc sur case noire b2 · Pion blanc sur case blanche c2 · Pion blanc sur case noire d2 · Pion blanc sur case blanche e2 · Pion blanc sur case noire f2 · Pion blanc sur case blanche g2 · Pion blanc sur case noire h2 · Fou blanc sur case noire a1 · Tour blanche sur case blanche b1 · Cavalier blanc sur case noire c1 · Roi blanc sur case blanche d1 · Tour blanche sur case noire e1 · Cavalier blanc sur case blanche f1 · Dame blanche sur case noire g1 · Fou blanc sur case blanche h1 | Roi noir sur case blanche a8 · Dame noire sur case noire b8 · Fou noir sur case blanche c8 · Fou noir sur case noire d8 · Tour noire sur case blanche e8 · Cavalier noir sur case noire f8 · Tour noire sur case blanche g8 · Cavalier noir sur case noire h8 · Pion noir sur case noire a7 · Pion noir sur case blanche b7 · Pion noir sur case noire c7 · Pion noir sur case blanche d7 · Pion noir sur case noire e7 · Pion noir sur case blanche f7 · Pion noir sur case noire g7 · Pion noir sur case blanche h7 · Pion blanc sur case blanche a2 · Pion blanc sur case noire b2 · Pion blanc sur case blanche c2 · Pion blanc sur case noire d2 · Pion blanc sur case blanche e2 · Pion blanc sur case noire f2 · Pion blanc sur case blanche g2 · Pion blanc sur case noire h2 · Fou blanc sur case noire a1 · Tour blanche sur case blanche b1 · Cavalier blanc sur case noire c1 · Roi blanc sur case blanche d1 · Tour blanche sur case noire e1 · Cavalier blanc sur case blanche f1 · Dame blanche sur case noire g1 · Fou blanc sur case blanche h1 | Roi noir sur case blanche a8 · Dame noire sur case noire b8 · Fou noir sur case blanche c8 · Fou noir sur case noire d8 · Tour noire sur case blanche e8 · Cavalier noir sur case noire f8 · Tour noire sur case blanche g8 · Cavalier noir sur case noire h8 · Pion noir sur case noire a7 · Pion noir sur case blanche b7 · Pion noir sur case noire c7 · Pion noir sur case blanche d7 · Pion noir sur case noire e7 · Pion noir sur case blanche f7 · Pion noir sur case noire g7 · Pion noir sur case blanche h7 · Pion blanc sur case blanche a2 · Pion blanc sur case noire b2 · Pion blanc sur case blanche c2 · Pion blanc sur case noire d2 · Pion blanc sur case blanche e2 · Pion blanc sur case noire f2 · Pion blanc sur case blanche g2 · Pion blanc sur case noire h2 · Fou blanc sur case noire a1 · Tour blanche sur case blanche b1 · Cavalier blanc sur case noire c1 · Roi blanc sur case blanche d1 · Tour blanche sur case noire e1 · Cavalier blanc sur case blanche f1 · Dame blanche sur case noire g1 · Fou blanc sur case blanche h1 | Roi noir sur case blanche a8 · Dame noire sur case noire b8 · Fou noir sur case blanche c8 · Fou noir sur case noire d8 · Tour noire sur case blanche e8 · Cavalier noir sur case noire f8 · Tour noire sur case blanche g8 · Cavalier noir sur case noire h8 · Pion noir sur case noire a7 · Pion noir sur case blanche b7 · Pion noir sur case noire c7 · Pion noir sur case blanche d7 · Pion noir sur case noire e7 · Pion noir sur case blanche f7 · Pion noir sur case noire g7 · Pion noir sur case blanche h7 · Pion blanc sur case blanche a2 · Pion blanc sur case noire b2 · Pion blanc sur case blanche c2 · Pion blanc sur case noire d2 · Pion blanc sur case blanche e2 · Pion blanc sur case noire f2 · Pion blanc sur case blanche g2 · Pion blanc sur case noire h2 · Fou blanc sur case noire a1 · Tour blanche sur case blanche b1 · Cavalier blanc sur case noire c1 · Roi blanc sur case blanche d1 · Tour blanche sur case noire e1 · Cavalier blanc sur case blanche f1 · Dame blanche sur case noire g1 · Fou blanc sur case blanche h1 | Roi noir sur case blanche a8 · Dame noire sur case noire b8 · Fou noir sur case blanche c8 · Fou noir sur case noire d8 · Tour noire sur case blanche e8 · Cavalier noir sur case noire f8 · Tour noire sur case blanche g8 · Cavalier noir sur case noire h8 · Pion noir sur case noire a7 · Pion noir sur case blanche b7 · Pion noir sur case noire c7 · Pion noir sur case blanche d7 · Pion noir sur case noire e7 · Pion noir sur case blanche f7 · Pion noir sur case noire g7 · Pion noir sur case blanche h7 · Pion blanc sur case blanche a2 · Pion blanc sur case noire b2 · Pion blanc sur case blanche c2 · Pion blanc sur case noire d2 · Pion blanc sur case blanche e2 · Pion blanc sur case noire f2 · Pion blanc sur case blanche g2 · Pion blanc sur case noire h2 · Fou blanc sur case noire a1 · Tour blanche sur case blanche b1 · Cavalier blanc sur case noire c1 · Roi blanc sur case blanche d1 · Tour blanche sur case noire e1 · Cavalier blanc sur case blanche f1 · Dame blanche sur case noire g1 · Fou blanc sur case blanche h1 | Roi noir sur case blanche a8 · Dame noire sur case noire b8 · Fou noir sur case blanche c8 · Fou noir sur case noire d8 · Tour noire sur case blanche e8 · Cavalier noir sur case noire f8 · Tour noire sur case blanche g8 · Cavalier noir sur case noire h8 · Pion noir sur case noire a7 · Pion noir sur case blanche b7 · Pion noir sur case noire c7 · Pion noir sur case blanche d7 · Pion noir sur case noire e7 · Pion noir sur case blanche f7 · Pion noir sur case noire g7 · Pion noir sur case blanche h7 · Pion blanc sur case blanche a2 · Pion blanc sur case noire b2 · Pion blanc sur case blanche c2 · Pion blanc sur case noire d2 · Pion blanc sur case blanche e2 · Pion blanc sur case noire f2 · Pion blanc sur case blanche g2 · Pion blanc sur case noire h2 · Fou blanc sur case noire a1 · Tour blanche sur case blanche b1 · Cavalier blanc sur case noire c1 · Roi blanc sur case blanche d1 · Tour blanche sur case noire e1 · Cavalier blanc sur case blanche f1 · Dame blanche sur case noire g1 · Fou blanc sur case blanche h1 | Roi noir sur case blanche a8 · Dame noire sur case noire b8 · Fou noir sur case blanche c8 · Fou noir sur case noire d8 · Tour noire sur case blanche e8 · Cavalier noir sur case noire f8 · Tour noire sur case blanche g8 · Cavalier noir sur case noire h8 · Pion noir sur case noire a7 · Pion noir sur case blanche b7 · Pion noir sur case noire c7 · Pion noir sur case blanche d7 · Pion noir sur case noire e7 · Pion noir sur case blanche f7 · Pion noir sur case noire g7 · Pion noir sur case blanche h7 · Pion blanc sur case blanche a2 · Pion blanc sur case noire b2 · Pion blanc sur case blanche c2 · Pion blanc sur case noire d2 · Pion blanc sur case blanche e2 · Pion blanc sur case noire f2 · Pion blanc sur case blanche g2 · Pion blanc sur case noire h2 · Fou blanc sur case noire a1 · Tour blanche sur case blanche b1 · Cavalier blanc sur case noire c1 · Roi blanc sur case blanche d1 · Tour blanche sur case noire e1 · Cavalier blanc sur case blanche f1 · Dame blanche sur case noire g1 · Fou blanc sur case blanche h1 | Roi noir sur case blanche a8 · Dame noire sur case noire b8 · Fou noir sur case blanche c8 · Fou noir sur case noire d8 · Tour noire sur case blanche e8 · Cavalier noir sur case noire f8 · Tour noire sur case blanche g8 · Cavalier noir sur case noire h8 · Pion noir sur case noire a7 · Pion noir sur case blanche b7 · Pion noir sur case noire c7 · Pion noir sur case blanche d7 · Pion noir sur case noire e7 · Pion noir sur case blanche f7 · Pion noir sur case noire g7 · Pion noir sur case blanche h7 · Pion blanc sur case blanche a2 · Pion blanc sur case noire b2 · Pion blanc sur case blanche c2 · Pion blanc sur case noire d2 · Pion blanc sur case blanche e2 · Pion blanc sur case noire f2 · Pion blanc sur case blanche g2 · Pion blanc sur case noire h2 · Fou blanc sur case noire a1 · Tour blanche sur case blanche b1 · Cavalier blanc sur case noire c1 · Roi blanc sur case blanche d1 · Tour blanche sur case noire e1 · Cavalier blanc sur case blanche f1 · Dame blanche sur case noire g1 · Fou blanc sur case blanche h1 | 2 |
| 1 | Roi noir sur case blanche a8 · Dame noire sur case noire b8 · Fou noir sur case blanche c8 · Fou noir sur case noire d8 · Tour noire sur case blanche e8 · Cavalier noir sur case noire f8 · Tour noire sur case blanche g8 · Cavalier noir sur case noire h8 · Pion noir sur case noire a7 · Pion noir sur case blanche b7 · Pion noir sur case noire c7 · Pion noir sur case blanche d7 · Pion noir sur case noire e7 · Pion noir sur case blanche f7 · Pion noir sur case noire g7 · Pion noir sur case blanche h7 · Pion blanc sur case blanche a2 · Pion blanc sur case noire b2 · Pion blanc sur case blanche c2 · Pion blanc sur case noire d2 · Pion blanc sur case blanche e2 · Pion blanc sur case noire f2 · Pion blanc sur case blanche g2 · Pion blanc sur case noire h2 · Fou blanc sur case noire a1 · Tour blanche sur case blanche b1 · Cavalier blanc sur case noire c1 · Roi blanc sur case blanche d1 · Tour blanche sur case noire e1 · Cavalier blanc sur case blanche f1 · Dame blanche sur case noire g1 · Fou blanc sur case blanche h1 | Roi noir sur case blanche a8 · Dame noire sur case noire b8 · Fou noir sur case blanche c8 · Fou noir sur case noire d8 · Tour noire sur case blanche e8 · Cavalier noir sur case noire f8 · Tour noire sur case blanche g8 · Cavalier noir sur case noire h8 · Pion noir sur case noire a7 · Pion noir sur case blanche b7 · Pion noir sur case noire c7 · Pion noir sur case blanche d7 · Pion noir sur case noire e7 · Pion noir sur case blanche f7 · Pion noir sur case noire g7 · Pion noir sur case blanche h7 · Pion blanc sur case blanche a2 · Pion blanc sur case noire b2 · Pion blanc sur case blanche c2 · Pion blanc sur case noire d2 · Pion blanc sur case blanche e2 · Pion blanc sur case noire f2 · Pion blanc sur case blanche g2 · Pion blanc sur case noire h2 · Fou blanc sur case noire a1 · Tour blanche sur case blanche b1 · Cavalier blanc sur case noire c1 · Roi blanc sur case blanche d1 · Tour blanche sur case noire e1 · Cavalier blanc sur case blanche f1 · Dame blanche sur case noire g1 · Fou blanc sur case blanche h1 | Roi noir sur case blanche a8 · Dame noire sur case noire b8 · Fou noir sur case blanche c8 · Fou noir sur case noire d8 · Tour noire sur case blanche e8 · Cavalier noir sur case noire f8 · Tour noire sur case blanche g8 · Cavalier noir sur case noire h8 · Pion noir sur case noire a7 · Pion noir sur case blanche b7 · Pion noir sur case noire c7 · Pion noir sur case blanche d7 · Pion noir sur case noire e7 · Pion noir sur case blanche f7 · Pion noir sur case noire g7 · Pion noir sur case blanche h7 · Pion blanc sur case blanche a2 · Pion blanc sur case noire b2 · Pion blanc sur case blanche c2 · Pion blanc sur case noire d2 · Pion blanc sur case blanche e2 · Pion blanc sur case noire f2 · Pion blanc sur case blanche g2 · Pion blanc sur case noire h2 · Fou blanc sur case noire a1 · Tour blanche sur case blanche b1 · Cavalier blanc sur case noire c1 · Roi blanc sur case blanche d1 · Tour blanche sur case noire e1 · Cavalier blanc sur case blanche f1 · Dame blanche sur case noire g1 · Fou blanc sur case blanche h1 | Roi noir sur case blanche a8 · Dame noire sur case noire b8 · Fou noir sur case blanche c8 · Fou noir sur case noire d8 · Tour noire sur case blanche e8 · Cavalier noir sur case noire f8 · Tour noire sur case blanche g8 · Cavalier noir sur case noire h8 · Pion noir sur case noire a7 · Pion noir sur case blanche b7 · Pion noir sur case noire c7 · Pion noir sur case blanche d7 · Pion noir sur case noire e7 · Pion noir sur case blanche f7 · Pion noir sur case noire g7 · Pion noir sur case blanche h7 · Pion blanc sur case blanche a2 · Pion blanc sur case noire b2 · Pion blanc sur case blanche c2 · Pion blanc sur case noire d2 · Pion blanc sur case blanche e2 · Pion blanc sur case noire f2 · Pion blanc sur case blanche g2 · Pion blanc sur case noire h2 · Fou blanc sur case noire a1 · Tour blanche sur case blanche b1 · Cavalier blanc sur case noire c1 · Roi blanc sur case blanche d1 · Tour blanche sur case noire e1 · Cavalier blanc sur case blanche f1 · Dame blanche sur case noire g1 · Fou blanc sur case blanche h1 | Roi noir sur case blanche a8 · Dame noire sur case noire b8 · Fou noir sur case blanche c8 · Fou noir sur case noire d8 · Tour noire sur case blanche e8 · Cavalier noir sur case noire f8 · Tour noire sur case blanche g8 · Cavalier noir sur case noire h8 · Pion noir sur case noire a7 · Pion noir sur case blanche b7 · Pion noir sur case noire c7 · Pion noir sur case blanche d7 · Pion noir sur case noire e7 · Pion noir sur case blanche f7 · Pion noir sur case noire g7 · Pion noir sur case blanche h7 · Pion blanc sur case blanche a2 · Pion blanc sur case noire b2 · Pion blanc sur case blanche c2 · Pion blanc sur case noire d2 · Pion blanc sur case blanche e2 · Pion blanc sur case noire f2 · Pion blanc sur case blanche g2 · Pion blanc sur case noire h2 · Fou blanc sur case noire a1 · Tour blanche sur case blanche b1 · Cavalier blanc sur case noire c1 · Roi blanc sur case blanche d1 · Tour blanche sur case noire e1 · Cavalier blanc sur case blanche f1 · Dame blanche sur case noire g1 · Fou blanc sur case blanche h1 | Roi noir sur case blanche a8 · Dame noire sur case noire b8 · Fou noir sur case blanche c8 · Fou noir sur case noire d8 · Tour noire sur case blanche e8 · Cavalier noir sur case noire f8 · Tour noire sur case blanche g8 · Cavalier noir sur case noire h8 · Pion noir sur case noire a7 · Pion noir sur case blanche b7 · Pion noir sur case noire c7 · Pion noir sur case blanche d7 · Pion noir sur case noire e7 · Pion noir sur case blanche f7 · Pion noir sur case noire g7 · Pion noir sur case blanche h7 · Pion blanc sur case blanche a2 · Pion blanc sur case noire b2 · Pion blanc sur case blanche c2 · Pion blanc sur case noire d2 · Pion blanc sur case blanche e2 · Pion blanc sur case noire f2 · Pion blanc sur case blanche g2 · Pion blanc sur case noire h2 · Fou blanc sur case noire a1 · Tour blanche sur case blanche b1 · Cavalier blanc sur case noire c1 · Roi blanc sur case blanche d1 · Tour blanche sur case noire e1 · Cavalier blanc sur case blanche f1 · Dame blanche sur case noire g1 · Fou blanc sur case blanche h1 | Roi noir sur case blanche a8 · Dame noire sur case noire b8 · Fou noir sur case blanche c8 · Fou noir sur case noire d8 · Tour noire sur case blanche e8 · Cavalier noir sur case noire f8 · Tour noire sur case blanche g8 · Cavalier noir sur case noire h8 · Pion noir sur case noire a7 · Pion noir sur case blanche b7 · Pion noir sur case noire c7 · Pion noir sur case blanche d7 · Pion noir sur case noire e7 · Pion noir sur case blanche f7 · Pion noir sur case noire g7 · Pion noir sur case blanche h7 · Pion blanc sur case blanche a2 · Pion blanc sur case noire b2 · Pion blanc sur case blanche c2 · Pion blanc sur case noire d2 · Pion blanc sur case blanche e2 · Pion blanc sur case noire f2 · Pion blanc sur case blanche g2 · Pion blanc sur case noire h2 · Fou blanc sur case noire a1 · Tour blanche sur case blanche b1 · Cavalier blanc sur case noire c1 · Roi blanc sur case blanche d1 · Tour blanche sur case noire e1 · Cavalier blanc sur case blanche f1 · Dame blanche sur case noire g1 · Fou blanc sur case blanche h1 | Roi noir sur case blanche a8 · Dame noire sur case noire b8 · Fou noir sur case blanche c8 · Fou noir sur case noire d8 · Tour noire sur case blanche e8 · Cavalier noir sur case noire f8 · Tour noire sur case blanche g8 · Cavalier noir sur case noire h8 · Pion noir sur case noire a7 · Pion noir sur case blanche b7 · Pion noir sur case noire c7 · Pion noir sur case blanche d7 · Pion noir sur case noire e7 · Pion noir sur case blanche f7 · Pion noir sur case noire g7 · Pion noir sur case blanche h7 · Pion blanc sur case blanche a2 · Pion blanc sur case noire b2 · Pion blanc sur case blanche c2 · Pion blanc sur case noire d2 · Pion blanc sur case blanche e2 · Pion blanc sur case noire f2 · Pion blanc sur case blanche g2 · Pion blanc sur case noire h2 · Fou blanc sur case noire a1 · Tour blanche sur case blanche b1 · Cavalier blanc sur case noire c1 · Roi blanc sur case blanche d1 · Tour blanche sur case noire e1 · Cavalier blanc sur case blanche f1 · Dame blanche sur case noire g1 · Fou blanc sur case blanche h1 | 1 |
|   | a | b | c | d | e | f | g | h |   |

Les échecs transcendentaux sont une variante du jeu d'échecs, inventée en 1978 par Maxwell Laurent.
Le principe est à peu près le même que dans la variante Fischer Random Chess, à la différence notamment de la non-symétrie des positions initiales de chaque camp. Dans les échecs transcendantaux les positions de départ des pièces sur les première et huitième rangées sont déterminées aléatoirement, avec la restriction que les fous soient sur des cases de couleurs opposées. Il y a 8 294 400 positions possibles au total dans cette variante (contre 960 dans la variante des échecs aléatoires Fischer), en raison du fait que le roi doive être situé entre les tours : dans les échecs transcendentaux il n'y a pas de telle règle, de sorte que le roi peut se trouver sur n'importe quelle case de la première ligne au départ. Aussi, il n'y a pas de roque. De plus, chaque joueur peut, pour son premier coup, intervertir deux pièces (au lieu de jouer).
Tandis qu'en Fischer Random Chess les deux camps ont une position symétrique, il y a ici 1 chance sur 2 880 que les noirs et les blancs aient la même position de départ. Ceci peut créer des inégalités en position. Pour équilibrer les déséquilibres inhérents à un tel système, les joueurs peuvent s'accorder à jouer une partie avec la position des noirs et l'autre avec celle des blancs, sur une même position initiale ; auquel cas un joueur peut gagner en remportant une partie plus une nulle au minimum.